# Сомервилль, Аманда
Аманда Сомервилль (англ. Amanda Somerville; родилась 7 марта 1979 года в штате Мичиган, США) — американская певица, композитор и репетитор по вокалу, более известная по её сотрудничеству с европейскими метал-группами, такими как Avantasia, Epica, After Forever, Edguy, Kamelot, Mob Rules, является одним из авторов метал-оперы Days of Rising Doom немецкой группы Aina.
Аманду часто сравнивают с Тори Эймос. Её первый альбом In the Beginning there was… напоминает Little Earthquakes Тори. То же переполненное эмоциями пение под аккомпанемент фортепиано. Windows, вышедший в 2008 году и переизданный весной 2009, стилистически ближе к поп-музыке с элементами рока. Среди песен есть кавер «Out!» (Lunatica).

## Биография
Аманда родилась 7 марта 1979 года в городе Флашинг, штат Мичиган, США. Закончила старшую среднюю школу Флашинга на год раньше и выиграла стипендию на получение высшего образования в Мичиганском университете во Флинте, где она специализировалась в области психологии.
В 1997 году она уже профессионально пела с различными группами Мичигана, а в 1999 перебралась жить в Европу. В настоящий момент преимущественно живёт и работает в Германии и Нидерландах.
В 2000 году Аманда выпустила свой первый альбом The Beginning There Was, чем привлекла внимание немецкого продюсера Саши Паэта, хорошо известного в сфере хеви-метала благодаря своим работам с такими группами, как Kamelot, Angra и Rhapsody of Fire. Он пригласил её принять участие в проекте Virgo в качестве вокалистки.
С 2001 года Аманда начала работать с After Forever, Epica и Avantasia.
В 2004 она приняла участие в записи DVD Epica в качестве бэк-вокалистки Симоны, а в 2005 участвовала в записи альбома Consign to Oblivion.
В 2007 Аманда принимала участие в записи альбома Kamelot Ghost Opera, а также сопровождала в турне Avantasia.
В 2008 году вышел её второй сольный альбом Windows.
В том же 2008 Аманда гастролировала вместе с Epica во время американского турне группы, так как вокалистка Симона Симонс перенесла инфекцию, вызванную золотистым стафилококком, и её на время заменила Аманда Сомервилль.
В 2010 году Аманда совместно с Михаэлем Киске, бывшим солистом Helloween, выпустила альбом Kiske/Somerville. В проекте также приняли участие бас-гитарист Мэт Синнер (Sinner, Primal Fear) и клавишник Магнус Карлссон, работавший со Starbreaker, Primal Fear.
В ноябре 2011 вышел дебютный альбом Alloy нового проекта Сомервилль — Trillium.
17 апреля 2015 года вышел новый студийный альбом с Михаэлем Киске — City of Heroes.

## Дискография

### Сольные альбомы
- In the Beginning there was… (2000)
- Blue Nothing (EP, 2000)
- Never Alone (EP, 2003)
- Windows (2009)

### Aina
- Days of Rising Doom (2003)

### HDK
- System Overload (2008)
- Serenades of the Netherworld (2014)

### Kiske/Somerville
- Kiske/Somerville (2010)
- City of Heroes (2015)

### Trillium
- Alloy (2011)
- Tectonic (2018)

### Exit Eden
- Rhapsodies In Black (2017)

### Сотрудничество
- After Forever — Invisible Circles (2004), Remagine (2005), After Forever (2007); женский вокал, вокальный руководитель, вокальный продюсер
- Aina — Days of Rising Doom (2003); тексты, вокал: Голос Девы, Совесть Орианы
- Андре Матос — Time to Be Free (2007), Mentalize (2009); вокал, редактор текстов
- Asrai — Touch in the Dark (2004): редактор текстов
- Avantasia — «Lost in Space Part I» (2007); «Lost in Space Part II» (2007); The Scarecrow (2008); The Wicked Symphony (2010); Angel of Babylon (2010); The Flying Opera (live album) (2011): вокал
- Ayreon — «Transitus» (2020); вокал
- The Boyscout — Blood Red Rose (2011); вокал
- Docker’s Guild — The Mystic Technocracy — Season 1: The Age of Ignorance (2012); вокал
- Edguy — Hellfire Club (2004), Rocket Ride (2006); вокал, редактор текстов
- Epica — The Phantom Agony (2003), We Will Take You With Us (2004), Consign to Oblivion (2005), The Road to Paradiso (2006), The Divine Conspiracy (2007), Design Your Universe (2009), Requiem for the Indifferent (2012); вокал, автор текстов, продюсер
- HDK — System Overload (2008); вокал, автор текстов, продюсер
- Kamelot — The Black Halo (2005), Ghost Opera (2007), Poetry for the Poisoned (2010); вокал, редактор текстов
- Лука Турилли — Prophet of the Last Eclipse (2002); вокал
- Mob Rules — Hollowed Be Thy Name (2002); вокал
- Shaman — Ritual (2002), Reason (2005); вокал, редактор текстов
- Virgo — Virgo (2001); вокал, редактор текстов
- Sebastien — Tears of White Roses (2010); вокал
- Serenity — Death & Legacy (2011); вокал
- Stream of Passion — Run Away (2013); вокал
- DesDemon — Through the Gates (2011); вокал «Into Shadow»
- MaYaN — Quarterpast (2011); автор текстов, вокал «Symphony of Aggression»
- PelleK — Bag of Tricks (2012); вокал «Send My Message Home»
- Crimson Cry — Playing Gods (2020); вокал «Tears of the Earth»